# John Everett-Heath
John Everett-Heath (...) è uno scrittore, etimologista ed ex diplomatico britannico.
È stato per 13 anni un funzionario dell'ambasciata britannica a Belgrado. In quel periodo si è interessato particolarmente ai rapporti con la Russia, l'Asia Centrale e i Paesi caucasici. Ha vissuto negli Stati Uniti, Italia, Cipro, Camerun, Kenya, Malaysia, Oman e Yemen. 
È membro della Royal Geographical Society.
Le sue opere principali riguardano l'etimologia dei nomi geografici. Su tale argomento ha espresso l'idea che
«I nomi geografici sono una finestra sulla storia e le caratteristiche di una nazione.»

## Pubblicazioni
- The Names of Towns and Cities of Britain, Batsford, 1970
- British Military Helicopters, Olympic Marketing Corp., 1986
- Helicopters in combat – The First Fifty Years, Arms & Armour, 1993
- Place Names of the World: historical context, meanings and changes, MacMillan, 2000
- The Concise Dictionary of World Place-Names, Oxford University Press, 2005